# Frontière entre la Malaisie et la Thaïlande
La Malaisie et la Thaïlande partagent une frontière terrestre longue de 506 km et des frontières maritimes. La frontière traverse la péninsule Malaise d'ouest en est, et son tracé est fondé sur le traité anglo-siamois de 1909.
 
De part et d'autre de cette ligne, des frontières maritimes ont été définies. Celle de l'ouest passe dans le détroit de Malacca, et celle de l'est dans le golfe de Thaïlande. La frontière orientale n'a pas été définie sur la totalité du plateau continental. Il y a là un enjeu stratégique, car la région comporte des réserves de gaz naturel. Toutefois, les deux pays ont passé des accords pour exploiter en commun ces richesses minérales. 
Côté thaïlandais, les trois provinces de Yala, Narathiwat et Pattani, qui formaient l'ancien sultanat de Patani et peuplées majoritairement de musulmans de culture malaise, sont  secoués depuis 2004 par une rébellion séparatiste musulmane. Cette région n'a été rattachée au royaume thaï qu'au moment du traité anglo-siamois de 1909. 

## Points de passages routier
- Bukit Kayu Hitam/Kedah (Malaisie) - Ban Dan Nok/Sadao District/Songkhla Province (Thaïlande)